# الاشتباكات الإثيوبية في أكتوبر 2019

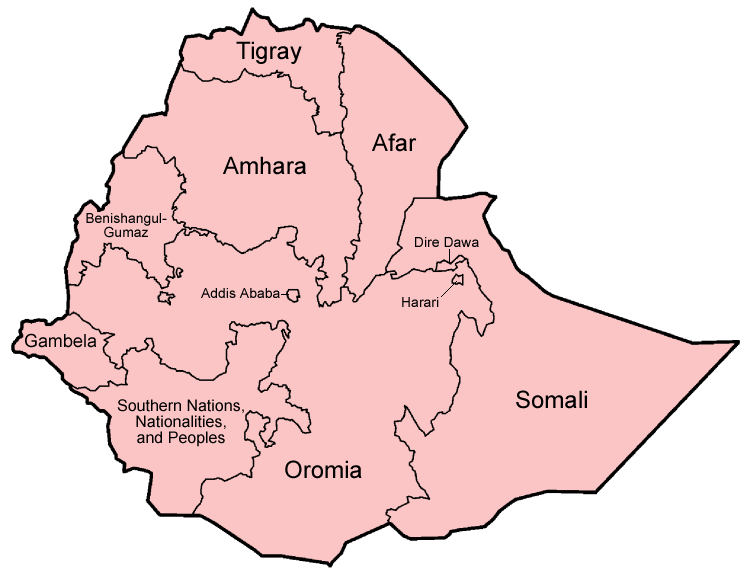
خريطة لمناطق إثيوبيا؛ يعتمد كل منها على العرق واللغة، بدلاً من الجغرافيا الطبيعية أو التاريخ.

اندلعت سلسلة من الاحتجاجات العنيفة في أديس أبابا وانتشرت إلى في منطقة أوروميا، في إثيوبيا ابتداءً من 23 أكتوبر 2019، حين زعم الناشط ومدير شبكة أوروميا الإعلامية جوار محمد على فيسبوك بأن قوات الأمن حاولت اعتقاله وسحبت حراسه من مواقعهم. تم توفير حراس أمن كبار الشخصيات من قبل الحكومة بمجرد وصوله من الولايات المتحدة. وفقًا للتقارير الرسمية، فقد قُتل 86 شخصًا، و76 آخرين في أعمال عنف طائفية، كما قُتل 10 من قوات الأمن الإثيوبية.

## الخلفية
في أكتوبر 2019، زعم الناشط الإثيوبي ومالك وسائل الإعلام جوار محمد أن أفراد الشرطة حاولوا إجبار قوات أمنه على إخلاء أرض منزله في أديس أبابا من أجل اعتقاله ليلة 23 أكتوبر، متعمدين أنهم فعلوا ذلك بناءً على طلب من رئيس الوزراء آبي أحمد. في اليوم السابق، ألقى رئيس الوزراء آبي أحمد خطابًا في البرلمان اتهم فيه «مالكي وسائل الإعلام الذين ليس لديهم جوازات سفر إثيوبية» بـ«اللعب في كلا الاتجاهين»، في إشارة إلى جوار، مضيفًا أنه «إذا كان هذا سوف يقوض السلام ووجود إثيوبيا... فإننا سنتخذ تدابير».

## الأحداث
أثارت التقارير احتجاجات على مستوى البلاد. وفي صباح اليوم التالي للتقرير، تجمع أنصار جوار حول منزله في أديس أبابا للاحتجاج، وأدانوا رئيس الوزراء أبي وحكومته. بدأ المتظاهرون في قطع الطرق في أوروميا. وفي وقت متأخر من الظهر تحولت الاحتجاجات إلى عنيفة حيث بدأ الحصار الواضح من الشرطة واندلعت الاحتجاجات المضادة، مما أسفر من مقتل 67 شخصًا منهم 5 شرطيين. بعد ان انتشرت الاحتجاجات إلى حي كاراكور، احتج السكان المحليين مما أدى إلى تدخل الشرطة لفصل المجموعتين. قام متظاهرون بإغلاق الطرق السريعة الرئيسية، خاصة الطرق المؤدية إلى أديس أبابا. لكن كانت هناك مشاهد لطيفة؛ قام سكان في ويلكيت وبوتاجيرا بتوفير الغذاء والمأوى للذين علقوا على الطريق. قال شاهد عيان لرويترز إنه شاهد جثث ما لا يقل عن سبعة أشخاص «تعرضوا للضرب حتى الموت باستخدام العصي والقضبان والمناجل».
يوم 23 أكتوبر، وقعت اشتباكات في آمبو، وأداما (نزارات)، وهارامايا (أليمايا)، مما أسفر عن مقتل 6 على الاقل واصابة 40. ووردت أنباء عن وجود حواجز على الطرق في شاشامان وحدثت أعمال شغب في أديس أبابا والبلدات المحيطة بها، بما في ذلك أحياء بول بلبولا وكوتيبي وكاركوري. وفي دودولا ووريدا، استهدف العنف المجتمع الأرثوذكسي، حيث هوجمت المتاجر والمنازل. لجأ أفراد المجتمع إلى الكنيسة المحلية، لكن كان هناك «عشرات الجرحى» بعد أن ألقى الغوغاء قنبلة يدوية على ساحة الكنيسة. في وقت لاحق، أخذت الشرطة بعض الجرحى لتلقي العلاج الطبي، ولكن «الغوغاء أوقفوا السيارة وقتلوا ثلاثة من المصابين بوحشية» قبل أن يتمكنوا من الوصول إلى المستشفى. قال الضحايا لوكالة الأنباء الفرنسية إن مثيري الشغب في أداما هاجموا أولئك الذين لا يستطيعون التحدث باللغة الأورومو. هاجمت مجموعة في أداما مراسل صوت أمريكا الذي كان يغطي أعمال الشغب. تم نقله إلى المستشفى لكنه نجا من إصابة خطيرة.
في 24 أكتوبر، تم اعتقال 68 شخصًا بعد نهبهم ومحاولة إحراق مسجد وكنيسة في أداما، وفقًا لرئيس بلدية المدينة، في محاولة «لإثارة صراع عرقي وديني». أكدت شرطة أوروميا يوم الجمعة أن عدد الأشخاص الذين قتلوا في المنطقة فيما يتعلق بأحدث سلسلة من العنف التي بدا أنها اتخذت الشكل العرقي والديني، وصل إلى 67. دعت كنيسة التوحيد الأرثوذكسية الإثيوبية إلى السلام وأدانت العنف في اجتماع مع مسؤولين حكوميين. ناشد جوار الهدوء وادعى أن أنصاره كانوا يعيدون فتح الطرق، لكنه في الوقت نفسه طلب من أتباعه «النوم بعين مفتوحة»؛ لقد استمرت أعمال الشغب.
في 25 أكتوبر، قُتل رجل واحد على الأقل في ديرة داوا. تم نشر قوات الأمن في أمبو، وبيشوفتو، وبالي روب، موجو، وأداما، وهرار، ديرة داوا. هاجمت مجموعة من الغوغاء في أداما مراسل صوت أمريكا الذي كان يغطي أعمال الشغب؛ تم نقله إلى المستشفى لكنه نجا من إصابة خطيرة. تم إطلاق حملة دم وطنية لمساعدة الضحايا، بمشاركة أكثر من 100 ألف شخص في اليومين الأولين. لقد قال كفياليو تفيرا، مفوض الشرطة في إقليم أورومو، أن هناك «أجندة خفية لتحويل الاحتجاج كله إلى صراع عرقي وديني؛ كانت هناك محاولات لإحراق الكنائس والمساجد». وصل العدد الرسمي للقتلى إلى 67، مع مقتل 15 من مثيري الشغب على أيدي قوات الأمن والباقي قُتلوا على أيدي الغوغاء، بما في ذلك ما لا يقل عن خمسة من ضباط الشرطة. وفقًا لوسائل الإعلام المحلية، تشير «تقارير المواطنين» إلى أن عدد القتلى الحقيقي يزيد عن مائة.
في 31 أكتوبر، حدَّث رئيس الوزراء أبي أحمد عدد القتلى إلى 78، مضيفًا أنه تم اعتقال 400 شخص على الأقل في جميع أنحاء البلاد على صلة بالهجمات. اندلعت الاحتجاجات ضد آبي في أديس أبابا وفي منطقة أوروميا الإثيوبية في 23 أكتوبر بعد أن اتهم ناشط بارز قوات الأمن بمحاولة تنظيم هجوم ضده. يُنسب إلى الناشط في قلب احتجاجات الأسبوع الماضي، جوار محمد، الفضل في مساعدة أبي أحمد للوصول إلى السلطة العام الماضي، لكنه انتقد مؤخرًا بعض سياسات رئيس الوزراء.

## العواقب وردود الفعل

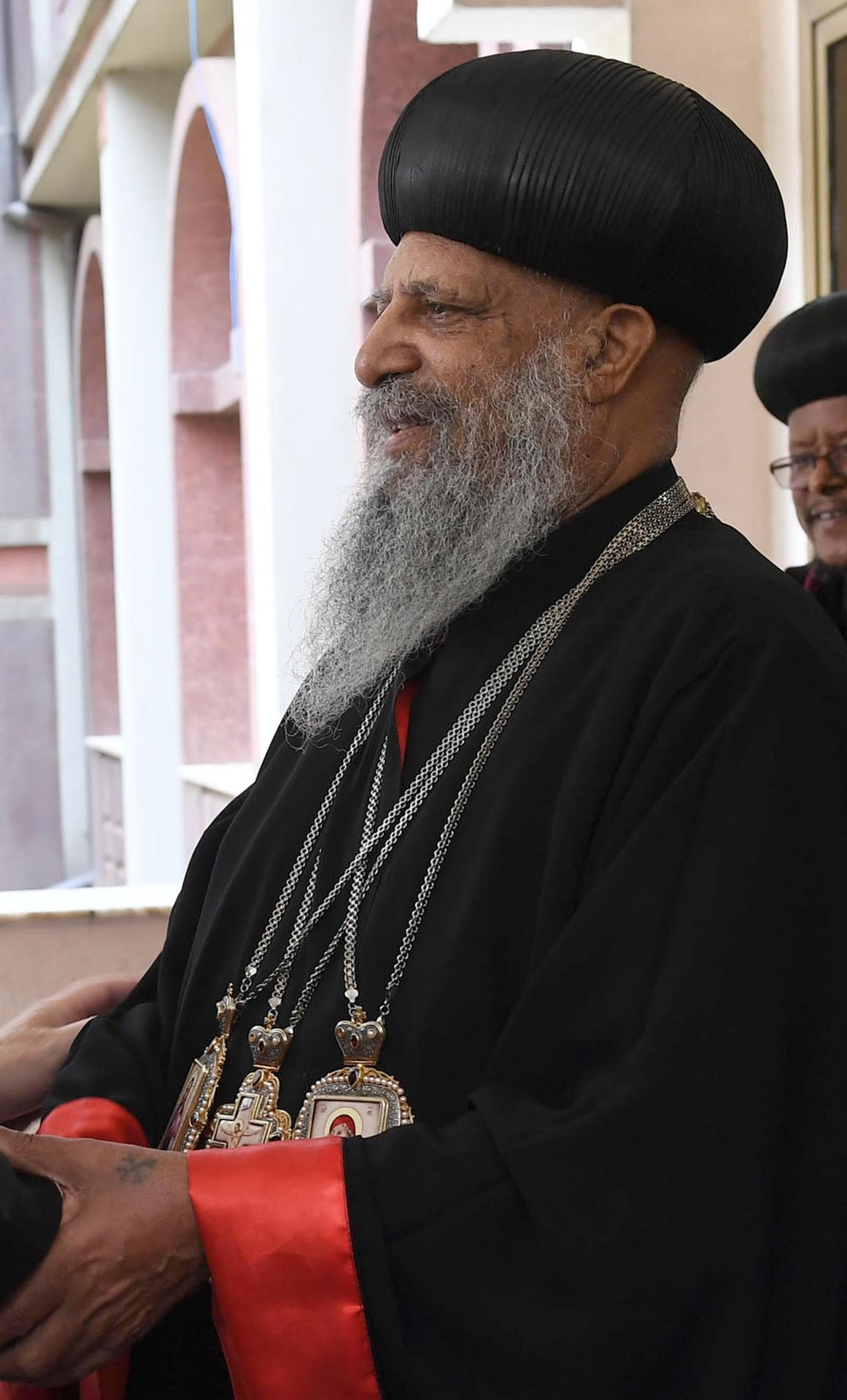
أبونا ماتياس، بطريرك كنيسة التوحيد الأرثوذكسية الإثيوبية، حزن على الأرواح التي فقدت في أعمال العنف.

أصدر رئيس الوزراء أبي، الذي كان في سوتشي لحضور القمة الروسية الإفريقية، بيانًا عند عودته مساء ال26، تعهد فيه «بتقديم الجناة إلى العدالة» وحذر من أن عدم الاستقرار قد يزداد سوءً إذا «لم يتحد الإثيوبيون». قالت بيلين سيوم، السكرتيرة الصحفية لرئيس الوزراء، أن الأحداث كانت في جزء منها «رد فعل عنيف» لخطط دمج الجبهة الثورية الديمقراطية الشعبية الإثيوبية الحاكمة في حزب واحد.
تعرض أبي لانتقادات لرده المتأخر على أعمال العنف، بما في ذلك من قبل كنيسة التوحيد الأرثوذكسية الإثيوبية. قال متحدث باسم الكنيسة: «الناس يموتون وتثار الأسئلة إذا كانت الحكومة موجودة. الناس يفقدون كل أمل». في 28 أكتوبر، وجه أبونا ماتياس، بطريرك الكنيسة الأرثوذكسية، نداءً عاطفيًا لوقف العنف، وأعرب عن حزنه على الضحايا. وقال أسقف آخر إن المؤمنين الذين قُتلوا «ظنوا أنهم كانوا يعيشون بين إخوانهم من البشر ولكن التهمتهم الذئاب بشكل غير متوقع».
أدان شيمليس أبديسا، القائم بأعمال رئيس منطقة أوروميا، «الحادث» مع جوار، ووصفه بأنه «خطأ كبير»، ودعا إلى إجراء تحقيق. نفى مفوض الشرطة الفيدرالية، الجنرال أندشاو تاسيو، أن تكون الشرطة قد استهدفت جوار، لكنه قال إنهم «يعيدون تقييم الحاجة إلى تفاصيل أمنية خاصة لكبار الشخصيات».